# Thomas Kendrick
Thomas Joseph Kendrick (Deckname Colonel Wallace) (* 26. November 1881 in Kapstadt; † 3. März 1972 in Surrey, England) war ein britischer Nachrichtendienstler. Kendrick war unter anderem Leiter der Zentrale des Secret Intelligence Service (SIS), auch bekannt als MI6, auf dem europäischen Kontinent in den 1930er Jahren. Er ist nicht zu verwechseln mit Thomas Kendrick (1895–1979), dem gleichnamigen Direktor des British Museum.

## Leben und Tätigkeit
Kendrick wuchs in Südafrika auf und nahm am Burenkrieg teil. Im Ersten Weltkrieg wurde er als Feldnachrichtenoffizier verwendet.
Von Dezember 1925 bis August 1938 fungierte Kendrick als Leiter der Hauptbasis (station chief) des SIS auf dem europäischen Kontinent. Diese befand sich in Wien, wo sie innerhalb des britischen Konsulates – getarnt als Mitarbeiter der dortigen Passabteilung existierend – existierte.
Am 17. August 1938, wenige Monate nach dem Anschluss Österreichs an das Deutsche Reich im März 1938, wurde Kendrick während einer Fahrt nach Freilassing vom SD wegen Spionage verhaftet und ins Hotel Metropol, dem Hauptquartier von SS und Gestapo in Wien, verschleppt. Nach Intervention des britischen Foreign Office wurde er am 20. August wieder freigelassen und aus Österreich ausgewiesen. Deutsche Tageszeitungen wie das Berliner Tageblatt, die Berliner Börsenzeitung und die Nationalzeitung in Essen berichteten in großer Aufmachung über die Verhaftung des spionierenden Diplomaten und über seine Verweisung aus Deutschland, so dass in der Folge auch internationale Blätter über den Vorfall berichteten.
Das von Kendrick aufgebaute Nachrichtennetzwerk kollabierte infolge seiner Verhaftung und Ausreise.
In den Monaten vor seiner Verhaftung war Kendrick u. a. mit dem späteren Organisator der Massendeportationen der europäischen Juden in die nationalsozialistischen Vernichtungslager, Adolf Eichmann, in Kontakt gekommen, der damals mit der Organisation der Emigration deutscher und österreichischer Juden nach Palästina befasst war und mit dem Kendrick in Verhandlungen wegen der Ausreise von österreichischen Juden in das britisch verwaltete Gebiet trat: In seiner Eigenschaft als – in Personalunion mit seinen nachrichtendienstlichen Aktivitäten – Leiter der Passabteilung des britischen Konsulates (Passport Control Officer) stellte Kendrick, zusammen mit seinen Mitarbeitern, im Sommer 1938 einer größeren Zahl österreichischer Juden – Schätzungen belaufen sich auf rund 10.000 Personen – Einreisegenehmigungen nach Palästina aus, die ihnen die Flucht aus dem nationalsozialistischen Herrschaftsbereich ermöglichten. Eine neuere Biographie hat ihn deswegen als "Vienna’s Oskar Schindler" (Wiens Oscar Schindler) bezeichnet.
Während des Zweiten Weltkriegs organisierte Kendrick eine Einheit, die deutsche Kriegsgefangene zur Gewinnung von potentiell kriegswichtigen Informationen in heimlich speziell hierfür ausgestatteten Unterkünften, sogenannten M-Rooms (miked rooms) abhörte. So wurde ihm auch die Aufgabe übertragen, den sich in Großbritannien in Gefangenschaft befindlichen Rudolf Heß ab 1941 mit Mikrophonen zu überwachen und auszuhorchen.
Von den polizeilichen Überwachungsorganen in Deutschland als nachrichtendienstlich wichtige Person eingeschätzt wurde Kendrick im Frühjahr 1940 vom Reichssicherheitshauptamt in Berlin auf die Sonderfahndungsliste G.B., ein Verzeichnis von Personen, die im Falle einer erfolgreichen Invasion und Besetzung der britischen Insel von Sonderkommandos der SS automatisch und vorrangig verhaftet werden sollten.
Am 23. Mai 1947 wurde Kendricks Aufnahme in die Legion of Merit bekannt gegeben. 1948 ging er in den Ruhestand.
Kendrick wurde auf dem Municipal Cemetery in Weybridge, Surrey beigesetzt, auf dem auch seine 1977 verstorbene Frau Norah ruht.

## Weblink
- "Spymaster the Secret Life of Kendrick.Thomas Kendrick was a spy who helped thousands of Jews to escape from Nazi-controlled Austria. He deserves to be honoured alongside Oskar Schindler, argues this valuable new book", Rezension auf Guardian.com vom 10. Februar 2015